# دوري كرة القدم الألباني الدرجة الأولى 2003–04
دوري كرة القدم الألباني الدرجة الأولى 2003–04 هو موسم من دوري كرة القدم الألباني الدرجة الأولى ‏. أشرف على تنظيمه اتحاد ألبانيا لكرة القدم، وفاز فيه نادي لاتشي.